# Stadio Partenio-Adriano Lombardi
Das Stadio Partenio-Adriano Lombardi (oder kurz: Stadio Partenio-Lombardi) ist ein Fußballstadion in der süditalienischen Stadt Avellino, Kampanien. Die US Avellino 1912 empfängt hier seine Gegner zu den Spielen. Seit dem Sommer 2011 trägt es nach einem Beschluss der Stadt den Namen Adriano Lombardi, einem früheren Fußballspieler und -trainer der US Avellino, der am 30. November 2007 im Alter von 62 Jahren an Amyotropher Lateralsklerose (ALS) verstarb.

## Geschichte
Das Stadion wurde von Costantino Rozzi projektiert und ist seit 1973 die Heimstätte des Fußballvereins US Avellino 1912. Das Stadion bietet zurzeit Platz für 10.125 Zuschauer. Zwischen 1978 und 1988, als die US Avellino in der Serie A spielte, war das Partenio regelmäßig überfüllt, man zählte zu diesen Zeiten bis zu 42.000 Zuschauer.
Das Stadio Partenio-Adriano Lombardi besteht aus zwei Kurven mit jeweils zwei Rängen und zwei Tribünen. Die Tribuna Terminio hat zwei Ränge und beherbergt die Presseplätze, die Tribuna Montevergine ist nur eingeschossig und als einziger Teil des Stadions überdacht. Die anfänglich vorhandene Leichtathletikanlage wurde mittlerweile entfernt.
Die Südkurve, die Curva Sud, beherbergt die Ultràs der US Avellino, zwischen der Curva Nord und der Tribuna Montevergine befindet sich ein Gedenkstein für die Opfer der Katastrophe von Heysel.

## Wichtige Spiele
- Am 5. Februar 1986 bestritt die italienische Fußballnationalmannschaft ein Freundschaftsspiel gegen Deutschland und verlor mit 1:2.
- Am 16. Mai 1990 fand das Rückspiel des UEFA-Pokal-Finales 1989/90 zwischen der AC Florenz und Juventus Turin im Partenio statt. Juve sicherte sich, nach dem 3:1-Hinspielsieg, mit einem torlosen Unentschieden den Titelgewinn.